# Сакральные игры (телесериал)
«Сакральные игры» (англ. Sacred Games) — индийский сериал, входящий в линейку сериалов Netflix, снятый по одноимённому роману Викрама Чандры.

## Сюжет
Современный Мумбаи погряз в коррупции и преступности, и честному человеку там места нет. Полицейский низкого ранга Сартадж Сингх страдает под грузом прошлого и от невыносимости настоящего, когда вдруг получает звонок от одного из самых разыскиваемых преступников Индии. Тот сообщает, что является бессмертным богом, а у Сартаджа есть шанс спасти Мумбаи, которому через 25 дней настанет конец.

## В ролях
- Саиф Али Кхан — инспектор Сартадж Сингх
- Навазуддин Сиддикуи — Ганеш Гайтонде
- Радхика Апте — Анджали Матхур
- Панкадж Трипатхи — Кханна Гуру-джи
- Амрута Субхаш — Кусум Деви Ядав
- Калки Кеклен — Батия Абельман
- Ранвир Шорей — Шахид Хан

## Обзор сезонов
| Сезон | Сезон | Эпизоды | Дата показа     | Дата показа     |
| Сезон | Сезон | Эпизоды | Премьера        | Финал           |
| ----- | ----- | ------- | --------------- | --------------- |
|       | 1     | 8       | 6 июля 2018     | 6 июля 2018     |
|       | 2     | 8       | 15 августа 2019 | 15 августа 2019 |

## Список эпизодов

### Сезон 1 (2018)
| № общий | № в сезоне | Название                       | Режиссёр                             | Автор сценария | Дата премьеры |
| ------- | ---------- | ------------------------------ | ------------------------------------ | -------------- | ------------- |
| 1       | 1          | «Ашваттхама» «Aswatthama»      | Викрамадитья Мотване и Анураг Кашьяп | Варун Гровер   | 6 июля 2018   |
| 2       | 2          | «Халахала» «Halahala»          | Викрамадитья Мотване и Анураг Кашьяп | Смита Сингх    | 6 июля 2018   |
| 3       | 3          | «Атапи Ватапи» «Aatapi Vatapi» | Викрамадитья Мотване и Анураг Кашьяп | Смита Сингх    | 6 июля 2018   |
| 4       | 4          | «Брахманахатья» «Brahmahatya»  | Викрамадитья Мотване и Анураг Кашьяп | Васант Нат     | 6 июля 2018   |
| 5       | 5          | «Сарама» «Sarama»              | Викрамадитья Мотване и Анураг Кашьяп | Васант Нат     | 6 июля 2018   |
| 6       | 6          | «Претакалпа» «Pretakalps»      | Викрамадитья Мотване и Анураг Кашьяп | Смита Сингх    | 6 июля 2018   |
| 7       | 7          | «Рудра» «Rudra»                | Викрамадитья Мотване и Анураг Кашьяп | Васант Нат     | 6 июля 2018   |
| 8       | 8          | «Яяти» «Yayati»                | Викрамадитья Мотване и Анураг Кашьяп | Варун Гровер   | 6 июля 2018   |

### Сезон 2 (2019)
| № общий | № в сезоне | Название               | Режиссёр                      | Автор сценария | Дата премьеры   |
| ------- | ---------- | ---------------------- | ----------------------------- | -------------- | --------------- |
| 9       | 1          | «Матсья» «Matsya»      | Нирадж Гайван и Анураг Кашьяп | Дхрув Наранг   | 15 августа 2019 |
| 10      | 2          | «Сидури» «Siduri»      | Нирадж Гайван и Анураг Кашьяп | Нихит Бхав     | 15 августа 2019 |
| 11      | 3          | «Апасмара» «Apasmara»  | Нирадж Гайван и Анураг Кашьяп | Пуджа Толани   | 15 августа 2019 |
| 12      | 4          | «Бардо» «Bardo»        | Нирадж Гайван и Анураг Кашьяп | Дхрув Наранг   | 15 августа 2019 |
| 13      | 5          | «Викарна» «Vikarna»    | Нирадж Гайван и Анураг Кашьяп | Нихит Бхав     | 15 августа 2019 |
| 14      | 6          | «Азраил» «Azrael»      | Нирадж Гайван и Анураг Кашьяп | Пуджа Толани   | 15 августа 2019 |
| 15      | 7          | «Торино» «Torino»      | Нирадж Гайван и Анураг Кашьяп | Варун Гровер   | 15 августа 2019 |
| 16      | 8          | «Рэдклифф» «Radcliffe» | Нирадж Гайван и Анураг Кашьяп | Варун Гровер   | 15 августа 2019 |